# Niño de metal
Niño de metal es un cortometraje colombiano de 2014 dirigido por Pedro García Mejía y protagonizado por Mattias Ahuja Barba, Gabino Rodríguez, Andrés Almeida y Carolina Navarrete. Participó en importantes eventos a nivel nacional e internacional como el Festival de Cine de Cartagena, el Festival de Cine de Morelia y el Festival de Cortometrajes de Clermont-Ferrand.

## Sinopsis
Ramón es un comerciante que se gana la vida vendiendo camisetas de bandas de rock en un mercado. Su exesposa deja a su cuidado a Ozzy, su hijo. PlanBe, amigo de toda la vida de Ramón, lo acompaña en su diaria labor, pero en un descuido ambos pierden a Ozzy. En su desesperada búsqueda, Ramón descubre que le falta mucho para llegar a ser un buen padre.

## Reparto
- Mattias Ahuja Barba
- Gabino Rodríguez
- Carolina Navarrete
- Andrés Almeida